# 101 Strings
A 101 Strings Orchestra (101 Cordas Orquestra) foi uma marca de organização musical sinfônica de grande sucesso, com discografia superior a 150 álbuns e uma vida criativa de cerca de 30 anos a partir de 1957. 101 Strings tinha um som característico, focado na melodia com um ambiente descontraído na maioria das vezes com cordas. Seus LPs foram individualizados pelo slogan "The Sound of Magnificence" (O som da magnificência), um logotipo da nuvem e uma foto em tons de sépia da orquestra.  A 101 Strings Orchestra incluiu 124 instrumentos de cordas, e foi conduzida por Wilhelm Stephan. A famosa foto oficial da orquestra foi tirada na Musikhalle Hamburg.

## História

### Miller e rock and roll
O magnata da gravadora David L. Miller ganhou destaque ao lançar os primeiros discos de Bill Haley & His Comets em 1952–1953 em sua própria gravadora de Essex (seguida pela Trans-World, depois pela Somerset Records). Nesta capacidade, Miller desempenhou um papel na criação do rock and roll.

### Vendas
Nos 10 anos e 2 meses de existência, a 101 Strings vendeu mais de 50.000.000 de registros em todo o mundo.

## Álbuns de sucesso
A orquestra teve cinco álbuns de sucesso no Reino Unido, incluindo um número um.
- Gypsy Campfires #9
- The Soul of Spain #17
- Grand Canyon Suite #10
- Down Drury Lane to Memory Lane #1
- Morning Noon and Night #32

## Filmes
A música da 101 Strings Orchestra foi destaque em todo o filme Easy Listening (2002).